# Alessandro Cattelan
Alessandro Cattelan (Tortona, 11 de maio de 1980) é um apresentador de rádio e televisão italiano mais conhecido por apresentar a edição italiana do Total Request Live, transmitido pela MTV de Italia, e Le Iene, a versão italiana de Caia Quem Caia, transmitido pelo canal Italia 1 da Mediaset. Cattelan também apresentou a versão italiana do Factor X de 2011 a 2020.
Durante 2018 e 2019, foi o apresentador do late-night talk show «E poi c'è Cattelan», que foi ao ar no canal Sky Uno. Ele também foi indicado como possível candidato ao Festival de Sanremo de 2020, além de ser confirmado pela RAI como um dos três anfitriões da Eurovisão 2022 após assinar um contrato com a rádio e televisão pública de Itália.
Em abril de 2014, Cattelan casou-se com a modelo suíça de origem brasileira, Ludovica Sauer, com quem teve duas filhas Nina (nascida em 2012) e Olivia (nascida em 2016).  É adepto do Inter de Milão, e muitas vezes costuma estar presente no estádio e nos treinos da equipa.

## Carreira

### Na televisão
- Viv.it (VIVA, 2001-2002)
- Play It (All Music, 2002-2004)
- Ziggie (Italia 1, 2003-2005)
- Most Wanted (MTV, 2004)
- Viva Las Vegas (MTV, 2005)
- MTV Supersonic (MTV, 2005)
- Total Request Live (MTV, 2005-2008)
- Le iene (Italia 1, 2006) Inviato
- Total Request Live On Tour (MTV, 2006-2008)
- MTV Day (MTV, 2006-2008)
- TRL Awards (MTV, 2006-2008)
- Lazarus (MTV, 2008)
- Stasera niente MTV (MTV, 2008)
- Coca Cola Live @ MTV - The Summer Song (MTV, 2009)
- Quelli che il calcio e... (Rai 2, 2009-2011)
- Copa America Hoy (Sky Sport, 2011)
- X Factor (Sky Uno, 2011-2020)
- X Factor Daily (Sky Uno, 2011-2014)
- Italia Loves Emilia (Sky Prima Fila, 2012)
- Potevo farlo anch'io! (Sky Arte, 2013)
- E poi c'è Cattelan (Sky Uno, 2014-2020)
- Web Show Awards (La3, 2014)
- David di Donatello (Sky Uno, Sky Cinema 1, TV8, 2016-2017)
- Da grande (Rai 1, 2021)
- Festival Eurovisão da Canção 2022 (Rai 1, 2022)[4]

### No cinema
- Ogni maledetto Natale, dirigido por Giacomo Ciarrapico, Mattia Torre, Luca Vendruscolo (2014)
- Sono tornato, dirigido por Luca Miniero (2018)

### Na rádio
- 105 all'una (Radio 105, 2006-2012)
- Catteland (Radio Deejay, dal 2013)
- 50 Songs (Radio Deejay, 2015-2016)

### Dobragens
Na versão italiana de:
- Chuck em Angry Birds - O Filme (2016) e The Angry Birds Movie 2 (2019)
- Max em A Vida Secreta dos Nossos Bichos (2016) e A Vida Secreta dos Nossos Bichos 2 (2019)